# Околович, Константин Маркович
Константи́н Ма́ркович Около́вич (29 сентября 1872 — 1933) — член IV Государственной думы от Минской губернии, священник.

## Биография
Православный. Потомственный почётный гражданин. Землевладелец (400 десятин).
Окончив Минскую духовную семинарию, священствовал в местечке Ракове Минской губернии.
Избирался депутатом Минского епархиального и окружного съездов духовенства, членом правления от духовенства Минского духовного училища. Был законоучителем Раковской ремесленной школы и настоятелем Знаменской церкви в Вильне.
Состоял секретарем Виленского епархиального миссионерского комитета и помощником Виленского городского благочинного. С июня 1912 года был минским епархиальным миссионером. Кроме того, составлял народные молитвословы, издавал брошюры религиозного, патриотического и противо-католического содержания, редактировал газету «Братский листок».
В 1912 году был избран членом Государственной думы от Минской губернии. Входил во фракцию правых, после её раскола в ноябре 1916 — предположительно, в группу сторонников Н. Е. Маркова. Состоял членом комиссий: по народному образованию, по вероисповедальным вопросам, по рабочему вопросу, финансовой, по запросам и библиотечной. Высказывался против католической экспансии в юго-западных губерниях, униатов, сектантов и «еврейского засилья».
После Февральской революции служил в петроградской церкви Благовещения Пресвятой Богородицы при департаменте общих дел МВД, которая была закрыта большевиками в 1918 году.
Затем эмигрировал в Латвию, служил в местных православных приходах.
Умер в 1933 году. Был женат, имел четверых сыновей.